# Міхаел Рейзігер
Міхаел Рейзігер (нід. Michael Reiziger, * 3 травня 1973, Амстелвен) — колишній нідерландський футболіст, захисник.
Насамперед відомий виступами за клуб «Барселона», а також національну збірну Нідерландів.

## Клубна кар'єра
У дорослому футболі дебютував 1990 року виступами за команду клубу «Аякс», в якій провів два сезони, взявши участь лише у 3 матчах чемпіонату. За цей час виборов титул володаря Кубка УЄФА.
Згодом, з 1992 по 1997 рік грав у складі клубів «Волендам», «Гронінген», «Аякс» та «Мілан». Протягом цих років додав до переліку своїх трофеїв два титули чемпіона Нідерландів, ставав дворазовим володарем Суперкубка Нідерландів, переможцем Ліги чемпіонів УЄФА, володарем Суперкубка УЄФА, володарем Суперкубка УЄФА та володарем Міжконтинентального кубка.
Своєю грою за останню команду привернув увагу представників тренерського штабу клубу «Барселона», до складу якого приєднався 1997 року. Відіграв за каталонський клуб наступні сім сезонів своєї ігрової кар'єри. Більшість часу, проведеного у складі «Барселони», був основним гравцем захисту команди. За цей час додав до переліку своїх трофеїв два титули чемпіона Іспанії, також ставав володарем Кубка Іспанії з футболу.
Протягом 2004—2005 років захищав кольори команди клубу «Мідлсбро».
Завершив професійну ігрову кар'єру у клубі ПСВ, за який виступав протягом 2005—2007 років. За цей час додав до переліку своїх трофеїв ще два титули чемпіона Нідерландів.

## Виступи за збірну
1994 року дебютував в офіційних матчах у складі національної збірної Нідерландів. Протягом кар'єри у національній команді, яка тривала 11 років, провів у формі головної команди країни 72 матчі, забивши 1 гол.
У складі збірної був учасником чемпіонату Європи 1996 року в Англії, чемпіонату світу 1998 року у Франції, чемпіонату Європи 2000 року у Бельгії та Нідерландах і чемпіонату Європи 2004 року у Португалії.

## Титули і досягнення
- Чемпіон Нідерландів (4):

«Аякс»: 1994-95, 1995-96
ПСВ: 2005-06, 2006-07
- Володар Суперкубка Нідерландів (2):

«Аякс»: 1994, 1995
- Чемпіон Іспанії (2):

«Барселона»: 1997-98, 1998-99
- Володар Кубка Іспанії з футболу (1):

«Барселона»: 1997-98
- Володар Кубка УЄФА (1):

«Аякс»: 1991-92
- Переможець Ліги чемпіонів УЄФА (1):

«Аякс»: 1994-95
- Володар Суперкубка УЄФА (2):

«Аякс»: 1995
«Барселона»: 1997
- Володар Міжконтинентального кубка (1):

«Аякс»: 1995